# لوكا سندريتش
لوكا سندريتش، (بالإنجليزية: Luka Cindrić)، مواليد 5 يوليو 1993 في أوغولين، كرواتيا، هو لاعب كرة يد كرواتي يلعب كوسط مدافع. يلعب حاليا مع نادي برشلونة لكرة اليد ويحمل الرقم 25. مثل منتخب كرواتيا لكرة اليد. شارك في دورة الألعاب الأولمبية الصيفية سنة 2016.

## سجل المنافسة
شارك في البطولات التالية:
- بطولة أوروبا لكرة اليد للرجال 2016

## روابط خارجية
- لوكا سندريتش على موقع الاتحاد الدولي لكرة اليد (الإنجليزية)
- لوكا سندريتش على موقع الاتحاد الأوروبي لكرة اليد (الإنجليزية)
- لوكا سندريتش على موقع اللجنة الأولمبية الدولية (الإنجليزية)